# 芒特羅斯鎮區 (北達科他州博蒂諾縣)
芒特羅斯鎮區（英語：Mount Rose Township）是位於美國北達科他州博蒂諾縣的一個鎮區。

## 地方資料
芒特羅斯鎮區的面積為93.26平方千米，皆為陸地。根據2010年美國人口普查的數據，當地共有人口59人，而人口密度為每平方千米0.63人。